# Mcconnel·lita
La mcconnel·lita és un mineral de la classe dels òxids que pertany al grup de la delafossita. Va rebre el seu nom l'any 1967 per Charles Milton, Daniel E. Appleman, Edward Ching-Te Chao, Frank Cuttita, Joseph I. Dinnin, Edward J. Dwornik, Margaret Hall, Blanche L. Ingram i Harry J. Rose, Jr. en honor del Dr. Richard Bradford McConnell (1903-1986), 
ex director de la British Geological Survey de Guyana.

## Característiques
La mcconnel·lita és un òxid de fórmula química CuCrO₂. Cristal·litza en el sistema trigonal. Es troba en forma d'intercreixements paral·lels amb grimaldiïta en cristalls romboèdrics tabulars, d'aproximadament 1 mil·límetre; també se'n troba en forma d'agregats granulars de cristalls intercrescuts. La seva duresa a l'escala de Mohs és 5,5.
Segons la classificació de Nickel-Strunz, la mcconnel·lita pertany a «04.AB: Òxids amb proporció Metall:Oxigen = 2,1 i 1:1, amb Catió:Anió (M:O) = 2:1 (i 1,8:1)» juntament amb els següents minerals: crednerita, tenorita, delafossita, bromellita, zincita, bunsenita, calç, manganosita, monteponita, períclasi, wüstita i pal·ladinita.

## Formació i jaciments
Es troba en forma de grans fins fent intercreixements amb altres minerals òxids-hidròxids de crom, en llambordes al·luvials. Sol trobar-se associada a altres minerals com: bracewel·lita, eskolaïta, grimaldiïta o guyanaïta. Va ser descoberta l'any 1976 al riu Merume, a Kamakusa (Districte de Mazaruni, Guyana). També ha estat descrita a un altre indret, al Tsumeb (regió d'Oshikoto, Namíbia).